# Murád Abu Murád
Murád Abu Murád (angolul: Murad Abu Murad; arabul: مراد أبو مراد) 2023. október 13-án halt meg. A Hamász egyik parancsnoka és katonai szárnyának a légierőért felelős vezetője volt. Részt vett az október 7-i izraeli támadások tervezésében.

## Halála
2023. október 14-én az izraeli hadsereg bejelentette, hogy előző napon megölte Murádot.